# Terra de Zwickau
A Terra de Zwichau (em alemão:  Zwickauer Land) é um distrito (kreis ou landkreis) da Alemanha localizado na região de Chemnitz, no estado da Saxônia.